# ジョゼフ・マルマン
ジョゼフ・フェルディナン・マルマン（Joseph Ferdinand Marmand, 1849年3月26日 - 1912年8月25日）は、明治時代の日本（主に長崎県内）で活動したフランスのパリ外国宣教会に所属したキリスト教（カトリック）の宣教師・司祭である。

## 生涯
1849年（嘉永2年）、フランスのソーヌ＝エ＝ロワール県シマンドルで生まれ、メクシミューの神学校に学ぶ。1875年（明治8年）から外国宣教会に所属。
1877年（明治10年）、宣教のため日本に派遣され、下五島地区の初代主任司祭として福江島の堂崎教会を拠点として布教活動にあたった。
1888年（明治21年）に五島を離れ、奄美大島や沖縄等を経て1897年（明治30年）に九十九島内の黒島（当時の北松浦郡黒島村、現佐世保市）にある黒島教会の主任司祭として赴任した。
当時、黒島には1880年（明治13年）に建設された木造の教会堂があったが、マルマン神父は着任早々に新教会堂の新築作業にあたった。設計から資金調達、建設工事の監督、教会内の用具や彫刻制作まで自身でこなし建築された新教会堂は着任5年後の1902年（明治35年）に落成し献堂式が行われた。
マルマン神父は新教会堂で引き続き司祭を務め、一時フランスに帰った時期もあったが1912年（大正元年）に没するまで黒島で司牧活動を続けた。墓所は黒島のカトリック信者共同墓地内にある。

## 参考書籍
- 「図説 佐世保・平戸・松浦・北松の歴史」（久村貞男・萩原博文監修 2010年2月 郷土出版社刊）